# Burning Heart (Vandenberg)
Burning heart is een nummer geschreven en geproduceerd door Adrian Vandenberg. De zang is van Bert Heerink, op bas Dick Kemper en drums Jos Zoomer. Het nummer is afkomstig van het album Vandenberg uit 1982. In februari 1983 werd het nummer op single uitgebracht.

## Achtergrond
De plaat werd voornamelijk in 1983 en ook in 1995 (een Nederlandse versie door, gezongen door Bert Heerink) een hit, ook internationaal.
In Nederland werd de plaat in het voorjaar van 1983 veel gedraaid op Hilversum 3 en werd zodoende een grote hit in de destijds drie hitlijsten op de nationale publieke popzender. De plaat bereikte de 19e positie in de Nederlandse Top 40, de 21e positie in de Nationale Hitparade en piekte op de 18e positie in de TROS Top 50. In de Europese hitlijst op Hilversum 3, de TROS Europarade, werd géén notering behaald.
In België behaalde de plaat géén notering in zowel de voorloper van de Vlaamse Ultratop 50 als de Vlaamse Radio 2 Top 30.
Begin 1995 werd de single opnieuw uitgebracht en bereikte in Nederland de 36e positie in de Nederlandse Top 40 op Radio 538 en de 50e positie in de publieke hitlijst Mega Top 50 op destijds Radio 3FM.
In België bereikte de single opnieuw de beide Vlaamse hitlijsten niet.
In de televisie uitzending van Top 2000 à Go-Go van donderdagavond 31 december 2015 op NPO 3, legde Adrian Vandenberg uit hoe het nummer tot stand kwam. Zijn woning was net afgebrand en hij woonde enige tijd bij zijn ouders. Op een oude piano zat hij wat te pingelen en hij kreeg een melodie in zijn hoofd. Hij voegde een andere melodie toe dat hij al jaren in zijn hoofd had voor de gitaar en Burning heart was geboren. Er werd een videoclip geschoten in een obscure zaal, maar deze maakte dermate veel indruk dat Vandenberg ineens tot gitaarheld werd benoemd, een status die hij helemaal niet wilde. Zijn ster steeg en hij heeft vanaf 1987 enige tijd bij Whitesnake gespeeld. Burning heart bleef hem achtervolgen. De plaat werd tijdens een toer in Japan met zijn band Vandenberg's MoonKings door het publiek meegezongen. Vandenberg was zelf het meest verbaasd dat een 30 jaar oude plaat dát nog teweeg kon brengen.
Burning heart gaat over het gevoel van jaloezie.

## Hitnoteringen
Vandenberg stond veertien weken in de Amerikaanse Billboard Hot 100, met een 39e positie als hoogste notering. De Britten lieten het afweten met hun UK Singles Chart. Ook in België werden de beide Vlaamse hitlijsten niet bereikt.

### Nederlandse Top 40
De single kwam begin 1995 nog even terug voor drie weken met een piek op positie 36.
| Positie: | 29 | 21 | 19 | 19 | 36 | uit |

### Nationale Hitparade / Mega Top 50
De single kwam begin 1995 nog voor vijf weken terug, met een piek op positie 37. 
| Positie: | 26 | 37 | 21 | 24 | 23 | 24 | 36 | 50 | uit |

### NPO Radio 2 Top 2000
| Nummer met noteringen in de NPO Radio 2 Top 2000 | '15  | '16  | '17  | '18  | '19  | '20  | '21  | '22  | '23  | '24  |
| ------------------------------------------------ | ---- | ---- | ---- | ---- | ---- | ---- | ---- | ---- | ---- | ---- |
| Burning heart                                    | 1588 | 1432 | 1417 | 1084 | 1176 | 1252 | 1356 | 1428 | 1515 | 1842 |

1. ↑  Een vetgedrukt getal geeft de hoogste notering aan.
2. ↑  2015 was het eerste jaar met een notering voor dit nummer.